# 비밀과 거짓말 (대한민국의 드라마)
《비밀과 거짓말》은 2018년 6월 25일부터 2019년 1월 11일까지 방영된 MBC 일일 드라마이다.
당초 아침드라마 《역류》 후속으로 기획되었지만 아침드라마의 폐지로 인해 《전생에 웬수들》 후속으로 변경됐다. 본 작품부터 일일연속극에서 일일드라마로 정식 명칭이 변경되었다.

## 등장인물

### 주요 인물
- 오승아 : 신화경(본명: 박선주) 역 - 인간말종 1, 이 드라마의 메인 여주인공이며 최종 보스이자 진짜 주인공. 미성그룹 가짜 손녀, 아나운서
- 이중문 : 윤재빈 → 오재빈 역 - 인간말종 2, 이 드라마의 메인 남주인공이자 중간 보스. 도빈의 양동생, 화경의 남편, 미성그룹 가짜 손자
- 서해원 : 한우정 → 신우정 역 - 이 드라마의 서브 여주인공. 아나운서 지망생, 화경의 절친이자 라이벌
- 김경남 : 윤도빈 → 오도빈 역 - 이 드라마의 서브 남주인공. MBS[2] PD 3년차, 우정의 남편, 미성그룹 친손자

### 화경네
- 전노민 : 신명준 역 - 화경의 양부, 우정의 생부, 미성그룹 미성어패럴 사장

- 이일화 : 오연희 역 - 인간말종 3. 화경의 양모, 미성그룹의 외동딸이자 부회장

- 서인석 : 오상필 역 - 인간말종 4. 연희의 아버지이자 도빈의 친할아버지, 미성그룹 회장

- 신우철 : 오연석 역 - 도빈의 생부, 전 미성그룹 부회장, 연희의 오빠

### 우정네
- 김혜선 : 한주원 역 - 우정의 모친, 유명 아나운서
- 이준영 : 한우철 역 - 우정의 동복동생, 주원의 아들, 지적장애인

### 도빈네
- 박철민 : 윤창수 역 - 도빈의 양부이자 재빈의 부친
- 김희정 : 허용심 역 - 도빈의 양모이자 재빈의 모친
- 김예린 : 윤재희 역 - 창수와 용심의 딸, 재빈의 동생이자 도빈의 양동생

### 그 외 인물
- 이주석 : 권재웅 실장 역 - 오 회장의 비서 실장이자 오른팔
- 전정로 : 민 비서 역 - 화경에게 매수당한 명준의 수행 비서 → 재빈의 오른팔
- 김수현 : 정윤정 역 - MBS 방송국 아나운서 실장, 주원의 입사 동기
- 이항나 : 장현숙 역 - 연석의 연인 지수의 친한 언니, 도빈을 창수에게 맡긴 여자
- 강석정 : 장성민 역 - 재빈의 친구, 성진그룹 손자
- 이종구 : 장 회장 역 - 성진그룹 회장
- 정두겸 : 서진우 상무 역 - 미성그룹 상무
- 윤준성 : 김민규 역 - MBS 정규직 선배 아나운서
- 박수아 : 양소라 역 - MBS 계약직 선배 아나운서
- 조승구 : 최유찬 역 - MBS 방송국 PD
- 이주윤 : 이완수 역 - MBS 방송국 작가, 화경의 스파이
- 오은별 : 고은성 역 - 화경의 아나운서 입사 동기
- 윤지희 : 김순영 역 - 화경(선주)의 어릴 적 친구

### 특별 출연
- 이희도 : 박춘성 역 - 화경(선주)을 보육원에 맡긴 친부
- 김대호 : '도전! 아나운서' MC 역
- 김인직 : 길거리 버스커 역
- 이주현 : 민형석 역 - 연희의 동창, 지검장

## 시청률
최저 시청률과 최고 시청률은 시청률 조사회사와 지역별로 시청률에 차이가 있을 수 있습니다.
| 2018년  | 2018년    | 2018년         | 2018년       | 2018년         | 2018년       |
| 회차    | 방송일    | TNmS 시청률    | TNmS 시청률  | AGB 시청률     | AGB 시청률   |
| 회차    | 방송일    | 대한민국(전국) | 서울(수도권) | 대한민국(전국) | 서울(수도권) |
| ------- | --------- | -------------- | ------------ | -------------- | ------------ |
| 제1회   | 6월 25일  | 5.3%           | 3.4%         | 4.9%           | 5.0%         |
| 제2회   | 6월 26일  | 5.6%           | 3.8%         | 5.2%           | 5.4%         |
| 제3회   | 6월 27일  | 4.9%           | 3.0%         | 4.5%           | 4.6%         |
| 제4회   | 6월 28일  | 5.2%           | 3.3%         | 4.8%           | 4.9%         |
| 제5회   | 6월 29일  | 4.8%           | 2.7%         | 4.3%           | 4.2%         |
| 제6회   | 7월 2일   | 5.8%           | 3.9%         | 5.4%           | 5.5%         |
| 제7회   | 7월 3일   | 6.3%           | 4.5%         | 5.8%           | 6.0%         |
| 제8회   | 7월 4일   | 6.5%           | 4.9%         | 5.7%           | 5.8%         |
| 제9회   | 7월 5일   | 6.3%           | 4.6%         | 5.9%           | 5.2%         |
| 제10회  | 7월 6일   | 6.4%           | 4.8%         | 5.4%           | 4.7%         |
| 제11회  | 7월 9일   | 7.9%           | 6.4%         | 5.9%           | 5.8%         |
| 제12회  | 7월 10일  | 7.7%           | 6.1%         | 5.6%           | 5.3%         |
| 제13회  | 7월 11일  | 6.9%           | 5.2%         | 5.8%           | 5.6%         |
| 제14회  | 7월 12일  | 6.5%           | 4.7%         | 4.8%           | 4.4%         |
| 제15회  | 7월 13일  | 5.6%           | 3.5%         | 5.3%           | 5.0%         |
| 제16회  | 7월 16일  | 6.7%           | 4.9%         | 5.0%           | 4.8%         |
| 제17회  | 7월 17일  | 6.3%           | 4.4%         | 4.8%           | 4.6%         |
| 제18회  | 7월 18일  | 6.4%           | 4.6%         | 5.0%           | 4.9%         |
| 제19회  | 7월 19일  | 6.0%           | 4.1%         | 5.2%           | 4.8%         |
| 제20회  | 7월 20일  | 6.5%           | 4.8%         | 4.7%           | 4.4%         |
| 제21회  | 7월 23일  | 5.7%           | 3.9%         | 4.3%           | 4.0%         |
| 제22회  | 7월 24일  | 6.3%           | 4.6%         | 5.0%           | 4.8%         |
| 제23회  | 7월 25일  | 7.2%           | 5.7%         | 5.9%           | 6.1%         |
| 제24회  | 7월 26일  | 6.1%           | 4.5%         | 5.7%           | 5.8%         |
| 제25회  | 7월 27일  | 6.6%           | 5.2%         | 5.1%           | 5.3%         |
| 제26회  | 7월 30일  | 6.6%           | 5.3%         | 5.6%           | 5.2%         |
| 제27회  | 7월 31일  | 6.9%           | 5.7%         | 5.6%           | 5.4%         |
| 제28회  | 8월 1일   | 5.9%           | 4.5%         | 5.1%           | 4.6%         |
| 제29회  | 8월 2일   | 5.7%           | 4.2%         | 5.4%           | 5.1%         |
| 제30회  | 8월 3일   | 5.7%           | 4.3%         | 5.8%           | 5.7%         |
| 제31회  | 8월 6일   | 8.2%           | 6.9%         | 6.4%           | 6.2%         |
| 제32회  | 8월 7일   | 7.1%           | 5.7%         | 5.5%           | 5.1%         |
| 제33회  | 8월 8일   | 6.8%           | 5.3%         | 6.1%           | 5.8%         |
| 제34회  | 8월 9일   | 7.8%           | 6.5%         | 6.2%           | 6.0%         |
| 제35회  | 8월 10일  | 7.1%           | 5.6%         | 6.2%           | 5.7%         |
| 제36회  | 8월 13일  | 6.9%           | 5.4%         | 6.1%           | 6.0%         |
| 제37회  | 8월 14일  | 7.2%           | 5.8%         | 6.4%           | 6.2%         |
| 제38회  | 8월 15일  | 7.5%           | 6.2%         | 6.8%           | 6.0%         |
| 제39회  | 8월 16일  | 7.5%           | 6.1%         | 5.9%           | 5.0%         |
| 제40회  | 8월 17일  | 8.0%           | 6.8%         | 6.7%           | 6.1%         |
| 제41회  | 8월 21일  | 7.1%           | 5.7%         | 5.4%           | 5.3%         |
| 제42회  | 8월 24일  | 6.8%           | 5.3%         | 5.1%           | 4.9%         |
| 제43회  | 9월 3일   | 8.5%           | %            | 6.5%           | %            |
| 제44회  | 9월 4일   | 8.8%           | %            | 6.9%           | %            |
| 제45회  | 9월 5일   | 8.3%           | %            | 7.7%           | %            |
| 제46회  | 9월 6일   | 9.0%           | %            | 6.7%           | %            |
| 제47회  | 9월 7일   | 8.4%           | %            | 6.7%           | %            |
| 제48회  | 9월 10일  | 8.3%           | %            | 7.4%           | %            |
| 제49회  | 9월 11일  | 8.7%           | %            | 6.6%           | %            |
| 제50회  | 9월 12일  | %              | %            | 7.2%           | %            |
| 제51회  | 9월 13일  | 8.3%           | %            | 7.0%           | %            |
| 제52회  | 9월 14일  | %              | %            | 6.8%           | %            |
| 제53회  | 9월 17일  | 6.2%           | %            | 5.5%           | %            |
| 제54회  | 9월 21일  | %              | %            | 5.0%           | %            |
| 제55회  | 9월 27일  | 9.5%           | %            | 7.0%           | %            |
| 제56회  | 9월 28일  | 9.1%           | %            | 8.0%           | %            |
| 제57회  | 10월 2일  | 9.6%           | %            | 8.0%           | %            |
| 제58회  | 10월 3일  | %              | %            | 8.2%           | %            |
| 제59회  | 10월 4일  | %              | %            | 8.3%           | %            |
| 제60회  | 10월 5일  | %              | %            | 9.0%           | %            |
| 제61회  | 10월 8일  | 9.8%           | %            | 8.6%           | %            |
| 제62회  | 10월 9일  | 11.3%          | %            | 9.1%           | %            |
| 제63회  | 10월 10일 | 10.3%          | %            | 8.8%           | %            |
| 제64회  | 10월 11일 | 10.8%          | %            | 9.2%           | %            |
| 제65회  | 10월 15일 | 10.7%          | %            | 9.2%           | %            |
| 제66회  | 10월 17일 | 11.4%          | %            | 9.5%           | %            |
| 제67회  | 10월 18일 | 11.3%          | %            | 9.7%           | %            |
| 제68회  | 10월 22일 | 11.3%          | %            | 9.5%           | %            |
| 제69회  | 10월 24일 | 12.0%          | %            | 9.4%           | %            |
| 제70회  | 10월 25일 | 12.4%          | %            | 10.2%          | %            |
| 제71회  | 10월 26일 | 12.7%          | %            | 10.2%          | %            |
| 제72회  | 10월 29일 | 11.7%          | %            | 9.9%           | %            |
| 제73회  | 10월 31일 | 12.8%          | %            | 10.1%          | %            |
| 제74회  | 11월 1일  | 13.0%          | %            | 10.3%          | %            |
| 제75회  | 11월 2일  | 11.9%          | %            | 9.7%           | %            |
| 제76회  | 11월 6일  | 11.5%          | %            | 10.3%          | %            |
| 제77회  | 11월 7일  | %              | %            | 10.3%          | %            |
| 제78회  | 11월 8일  | %              | %            | 10.0%          | %            |
| 제79회  | 11월 9일  | %              | %            | 10.2%          | %            |
| 제80회  | 11월 12일 | 13.0%          | %            | 10.3%          | %            |
| 제81회  | 11월 13일 | 13.7%          | %            | 10.5%          | %            |
| 제82회  | 11월 14일 | 12.7%          | %            | 10.3%          | %            |
| 제83회  | 11월 15일 | 12.9%          | %            | 10.3%          | %            |
| 제84회  | 11월 16일 | 13.3%          | %            | 10.1%          | %            |
| 제85회  | 11월 19일 | 13.1%          | %            | 10.4%          | %            |
| 제86회  | 11월 20일 | 11.2%          | %            | 10.9%          | %            |
| 제87회  | 11월 21일 | 13.2%          | %            | 10.9%          | %            |
| 제88회  | 11월 22일 | 13.3%          | %            | 11.5%          | %            |
| 제89회  | 11월 23일 | 13.8%          | %            | 11.2%          | %            |
| 제90회  | 11월 26일 | 13.8%          | %            | 11.2%          | %            |
| 제91회  | 11월 27일 | 14.2%          | %            | 11.3%          | %            |
| 제92회  | 11월 28일 | 14.0%          | %            | 10.8%          | %            |
| 제93회  | 11월 29일 | 14.2%          | %            | 10.8%          | %            |
| 제94회  | 11월 30일 | 12.7%          | %            | 11.5%          | %            |
| 제95회  | 12월 3일  | 14.3%          | %            | 12.2%          | %            |
| 제96회  | 12월 4일  | 14.0%          | %            | 12.4%          | %            |
| 제97회  | 12월 5일  | 14.1%          | %            | 11.0%          | %            |
| 제98회  | 12월 6일  | 14.6%          | %            | 11.0%          | %            |
| 제99회  | 12월 7일  | %              | %            | 12.2%          | %            |
| 제100회 | 12월 10일 | 12.9%          | %            | 11.7%          | %            |
| 제101회 | 12월 11일 | 13.7%          | %            | 11.4%          | %            |
| 제102회 | 12월 12일 | 14.2%          | %            | 11.1%          | %            |
| 제103회 | 12월 13일 | 13.9%          | %            | 11.9%          | %            |
| 제104회 | 12월 14일 | 14.0%          | %            | 11.2%          | %            |
| 제105회 | 12월 17일 | 14.4%          | %            | 11.8%          | %            |
| 제106회 | 12월 18일 | 11.8%          | %            | 9.3%           | %            |
| 제107회 | 12월 19일 | 12.9%          | %            | 11.9%          | %            |
| 제108회 | 12월 20일 | 13.9%          | %            | 11.7%          | %            |
| 제109회 | 12월 21일 | 14.4%          | %            | 12.6%          | %            |
| 제110회 | 12월 24일 | 13.9%          | %            | 11.5%          | %            |
| 제111회 | 12월 25일 | 14.7%          | %            | 12.4%          | %            |
| 제112회 | 12월 26일 | 15.6%          | %            | 13.1%          | %            |
| 제113회 | 12월 27일 | 14.9%          | %            | 11.8%          | %            |
| 제114회 | 12월 28일 | 15.1%          | %            | 11.8%          | %            |
| 2019년  |           |                |              |                |              |
| 제115회 | 1월 2일   | 11.8%          | %            | 10.5%          | %            |
| 제116회 | 1월 3일   | 15.5%          | %            | 13.1%          | %            |
| 제117회 | 1월 4일   | 14.6%          | %            | 12.9%          | %            |
| 제118회 | 1월 7일   | 14.2%          | %            | 12.0%          | %            |
| 제119회 | 1월 8일   | %              | %            | 12.3%          | %            |
| 제120회 | 1월 9일   | 15.3%          | %            | 13.3%          | %            |
| 제121회 | 1월 10일  | 16.1%          | %            | 13.5%          | %            |
| 제122회 | 1월 11일  | 15.6%          | %            | 13.9%          | %            |

## 수상 및 후보
| 연도 | 시상식       | 부문                         | 수상자 | 결과 |
| ---- | ------------ | ---------------------------- | ------ | ---- |
| 2018 | MBC 연기대상 | 연속극부문 여자 최우수연기상 | 이일화 | 후보 |
| 2018 | MBC 연기대상 | 연속극부문 여자 우수연기상   | 김혜선 | 후보 |
| 2018 | MBC 연기대상 | 연속극부문 조연상            | 전노민 | 수상 |
| 2018 | MBC 연기대상 | 연속극부문 조연상            | 김희정 | 후보 |
| 2018 | MBC 연기대상 | 여자 신인상                  | 오승아 | 수상 |

## 결방 사유 및 편성 변경 및 연장
- 2018년 8월 20일 & 8월 22일 & 8월 23일 & 8월 27일 ~ 8월 31일 : 2018년 아시안 게임 중계방송으로 인해 결방.
- 2018년 8월 24일 : MBC 뉴스데스크 방송으로 인해 저녁 7시로 편성 변경
- 2018년 9월 18일 ~ 9월 20일 : MBC 남북정상회담 특별생방송 평화, 새로운 미래 방송으로 인해 결방.
- 2018년 9월 24일 : 나 혼자 산다 스페셜 대체방송으로 인해 결방.
- 2018년 9월 25일 ~ 9월 26일 : 추석특집 2018 아이돌스타 육상 선수권대회 방송으로 인해 결방.
- 2018년 10월 1일 : 국군의 날 기념식 방송으로 인해 결방.
- 2018년 10월 12일 : KEB하나은행 대한민국 VS 우루과이 축구 친선경기 중계방송으로 인해 결방.
- 2018년 10월 16일 : MBC 스포츠 2018년 KBO 리그 와일드카드 결정전 1차전 KIA 타이거즈 VS 넥센 히어로즈 중계방송으로 인해 결방.
- 2018년 10월 19일 : MBC 스포츠 2018년 KBO 리그 준플레이오프 1차전 넥센 히어로즈 VS 한화 이글스 중계방송으로 인해 결방.
- 2018년 10월 23일 : MBC 스포츠 2018년 KBO 리그 준플레이오프 4차전 한화 이글스 VS 넥센 히어로즈 중계방송으로 인해 결방.
- 2018년 10월 30일 : MBC 스포츠 2018년 KBO 리그 플레이오프 3차전 SK 와이번스 VS 넥센 히어로즈 중계방송으로 인해 결방.
- 2018년 11월 5일 : MBC 스포츠 2018년 한국시리즈 2차전 SK 와이번스 VS 두산 베어스 중계방송으로 인해 결방.
- 2018년 12월 31일 : MBC가요대제전, MBC 뉴스데스크 송년특집 확대편성으로 인해 결방.
- 2019년 1월 1일 : MBC 뉴스데스크 신년특집 확대편성으로 인해 결방.
- 비밀과 거짓말 방영 분량이 120부작에서 2회 연장되어 122부작으로 변경 및 확정되었다.

## 경쟁 프로그램
- KBS 2TV 저녁일일드라마

《인형의 집》 (2018년 2월 26일 ~ 2018년 7월 20일)
《끝까지 사랑》 (2018년 7월 23일 ~ 2018년 12월 31일)
《왼손잡이 아내》 (2019년 1월 2일 ~ 2019년 5월 31일)
- KBS 1TV 저녁일일극

《내일도 맑음》 (2018년 5월 7일 ~ 2018년 11월 2일)
《비켜라 운명아》 (2018년 11월 5일 ~ 2019년 4월 26일)

## 같이 보기
- 대한민국의 텔레비전 드라마 목록 (ㅂ)
- 2018년 대한민국의 텔레비전 드라마 목록